# بولشایا خالان
بولشایا خالان (انگلیسی: Bolshaya Khalan) یک شهرک در بخش کوروچانسکی استان بلگورود کشور روسیه است.